# Squatina australis
Squatina australis es una especie de elasmobranquio escuatiniforme de la familia Squatinidae.